# Солунська болгарська чоловіча гімназія

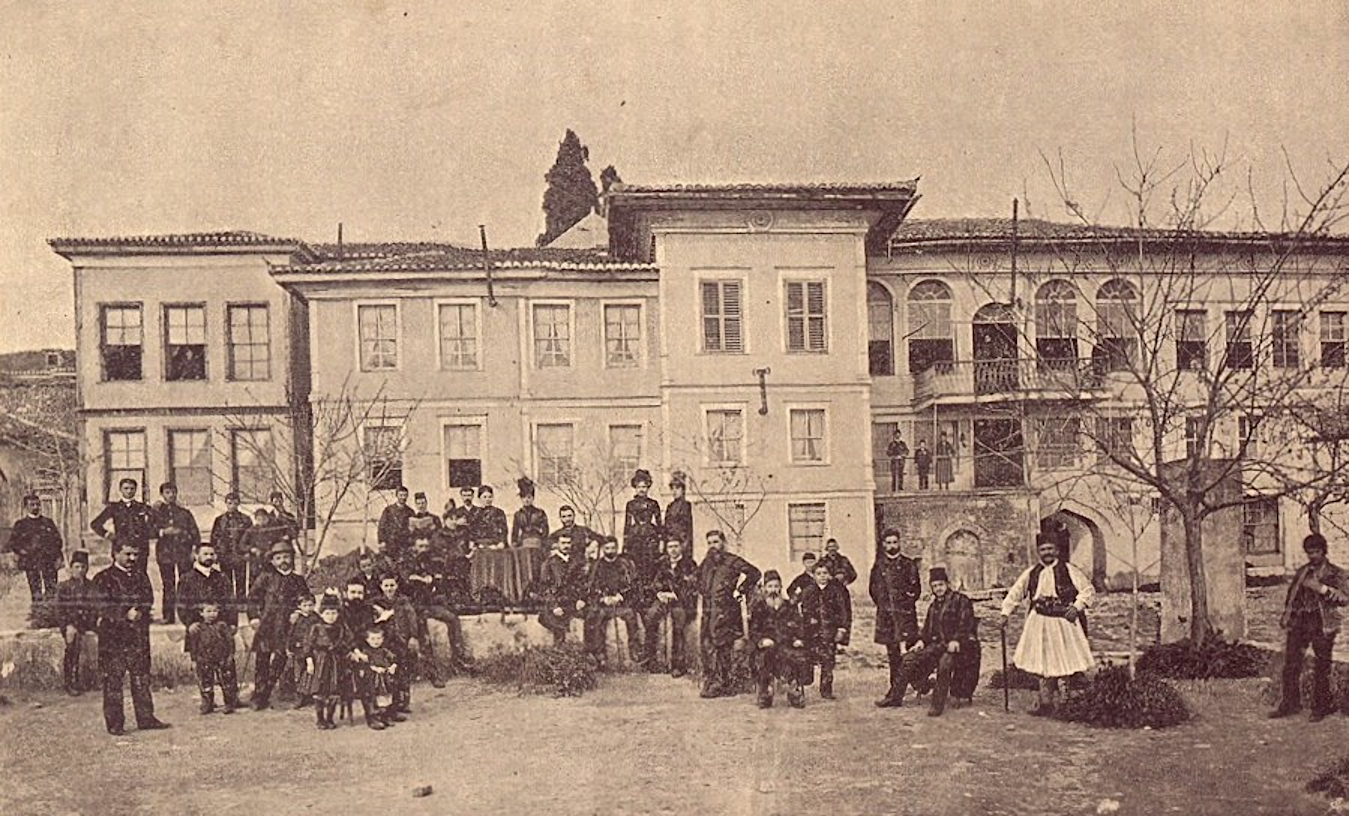
Салоницька гімназія 1891

Солунська (Салоницька) болгарська чоловіча гімназія «Святі Кирило та Мефодій» (болг. Солунската българска мъжка гимназия „Св. св. Кирил и Методий“) — перша болгарська чоловіча гімназія в Македонії, один з найвизначніших центрів болгарської просвіти.
Гімназію було засновано восени 1880 року в місті Салоніки й існувала до 1913 року. Наступником Салоницької гімназії вважається Національна гуманітарна гімназія «Святі Кирило та Мефодій» у Благоєвграді, Піринська Македонія, Болгарія.

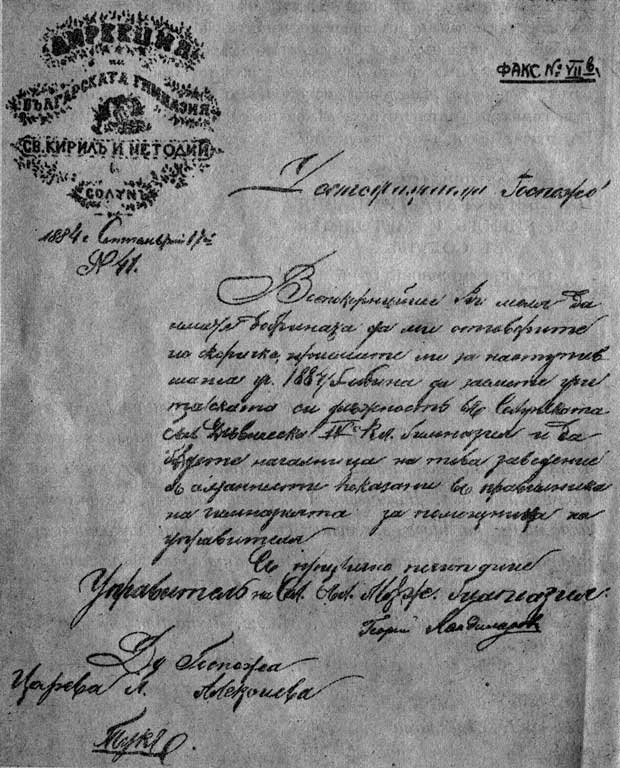
Документ Салоницької болгарської чоловічої гімназії 1884 року

## Гімназія та політична боротьба

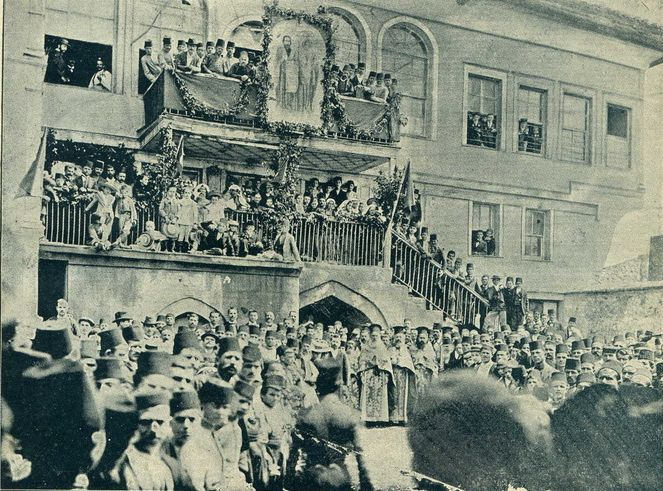
Свято в гімназії з нагоди 11 травня

Як і все болгарське суспільство в Салоніках, після 1893 року учні та вчителі гімназії були розділені на два табори — «революціонери» й «еволюціоністи». Гімназія була одним із центрів боротьби між двома течіями.
Погляди прибічників еволюційного розвитку пов'язані з позицією екзархів щодо необхідності продовження культурно-просвітницького й економічного розвитку населення Македонії легальними засобами.
Революціонери були прихильниками ідей щодо підготовки збройної боротьби за автономію Македонії. Багато випусників гімназії приєдналися до анархічної групи салонікських атентатів.
З 2 до 4 січня 1903 року в кабінеті фізики проводились засідання Салоницького конгресу, на якому було прийнято рішення про підготовку до Ілінденського повстання. 22-24 квітня 1910 року в гімназії проводилось Перше загальне засідання Болгарської Матиці.
Відповідно до сучасної македонської історіографії, суперечки спалахували між учнями й учителями з болгарським і македонським самоусвідомленням.

## Гімназія в художній літературі
Іван Вазов присвятив гімназії вірш «Візит до Салоницької гімназії», частину циклу «Македонські сонети». Приводом для написання віршу стало його відвідання гімназії 1884 року.

## Директори й учителі гімназії

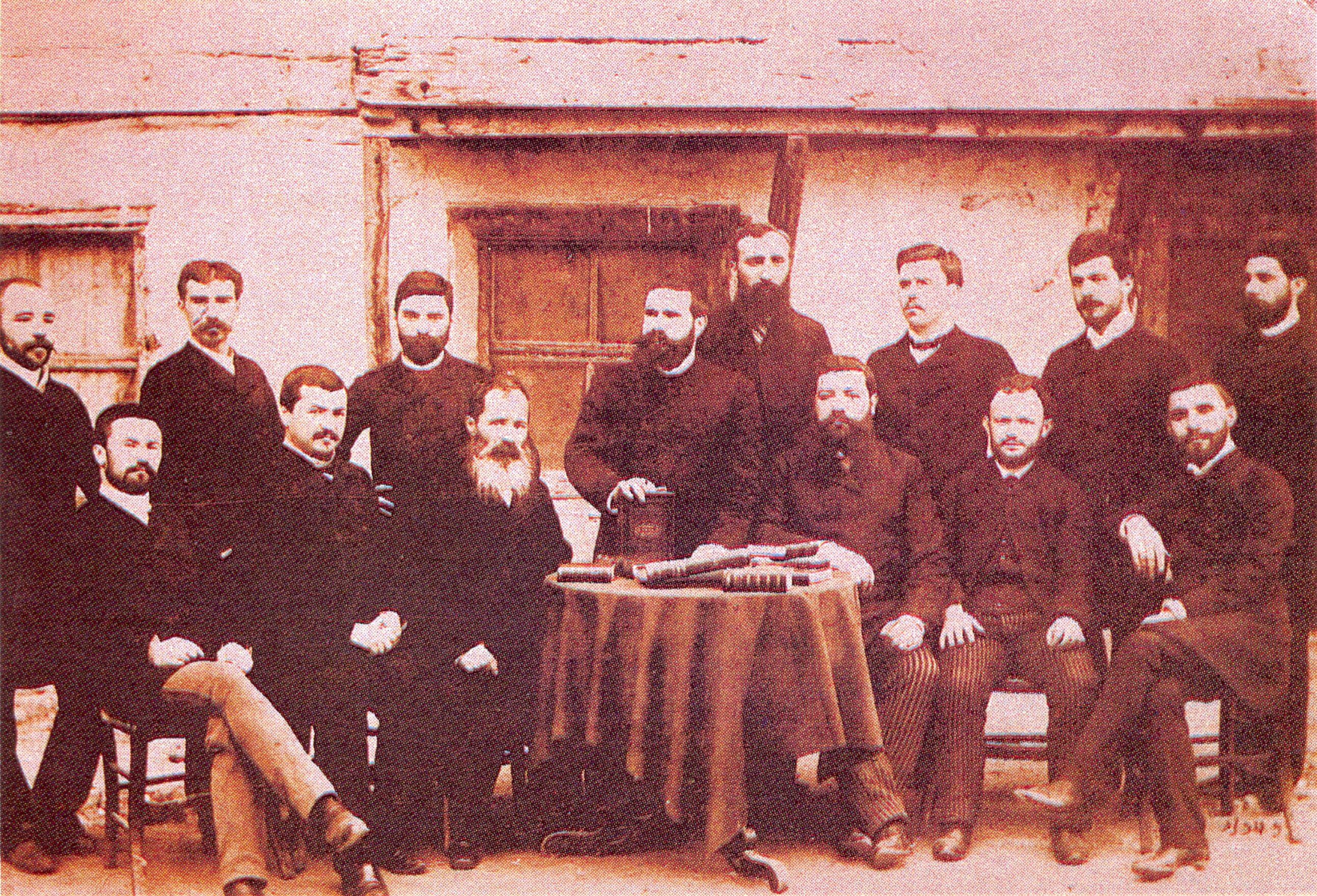
Учителі гімназії 1890 року

В гімназії викладали відомі болгарські вчені та просвітники. Першим директором вважається Божил Райнов. Кузман Шапкарев керував гімназією перший рік як головний учитель, а другий — як наглядач.

### Директори
- Кузман Шапкарев — (1880–1881) (головний учитель)
- Божил Райнов — (1881–1883)
- Георгі Канділаров — (1883–1887)
- Константин Стателов — (1888)
- Начо Начов — (1888–1891)
- Димитр Хаджиіванов — (1891–1892)
- Васил Кинчов — (1892–1893)
- Михаїл Сарафов — (1893–1896)
- Анастас Наумов — (1896–1897)
- Христо Матов — (1896 — ?)
- Нікола Начов — ?
- Атанас Ченгелев — ?
- Антон Попстоїлов — (1907–1909)
- Тодор Дечев — (1909–1912)
- Георгій Белев — (1912–1913)

### Учителі
- Васил Кинчов (1888–1891), учитель хімії
- Владислав Алексієв (1884–1962), юрист
- Григор Пирлічев, письменник
- Герче Петров (1895–1897), революціонер
- Іван Караджов (1875–1934), революціонер
- Константин Величков (1890–1891), письменник і політик
- Трайко Кітанчев, публіцист і революціонер

## Відомі вихованці
- Андрій Ляпчев, політик, прем'єр-міністр Болгарії
- Борис Сарафов, революціонер
- Гоце Делчев, революціонер
- Даме Груєв, революціонер
- Євтим Спространов, публіцист і громадський діяч
- Тодор Александров, революціонер, лідер ВМРО протягом 1919-1924
- Іван Михайлов, революціонер, лідер ВМРО протягом 1924-1934